# Březí (Kovářov)
Březí (německy Bries), zvaná též Kovářovské Březí, je vesnice, část obce Kovářov v okrese Písek v Jihočeském kraji. Leží asi dvanáct kilometrů severně od Milevska na jihu Čech. Březí leží v katastrálním území Březí u Kovářova o rozloze 3,89 km².

## Historie
První písemná zmínka o vesnici pochází z roku 1542. V roce 1498 údajně na zdejší tvrzi sídlil Jindřich z Břízí, který pocházel z rodu vladyků Břízských a Netvorských z Břízí. Ke zdejší tvrzi patřila i sousední obec Vepice. V roce 1590 prodali bratři Přibík a Albrecht Břížští vesnice Březí i Vepice Janu Šturmovi z Hyršfeldu, který je připojil ke Kovářovu. V 17. století byla již tvrz opuštěná a v 18. století zanikla úplně.
V roce 1887 zde byla postavena kaplička.
Sbor dobrovolných hasičů byl v obci založený roku 1921.

## Obyvatelstvo
| Rok            | 1869 | 1880 | 1890 | 1900 | 1910 | 1921 | 1930 | 1950 | 1961 | 1970 | 1980 | 1991 | 2001 | 2011 | 2021 |
| -------------- | ---- | ---- | ---- | ---- | ---- | ---- | ---- | ---- | ---- | ---- | ---- | ---- | ---- | ---- | ---- |
| Počet obyvatel | 123  | 131  | 136  | 128  | 144  | 137  | 108  | 72   | 68   | 53   | 39   | 26   | 26   | 24   | 21   |
| Počet domů     | 18   | 20   | 23   | 24   | 24   | 23   | 23   | 24   | 17   | 15   | 12   | 11   | 18   | 19   | 19   |

## Obecní správa
Při sčítání lidu v letech 1850–1963 Březí bylo samostatnou obcí v okrese Milevsko. Od roku 1964 je částí obce Kovářov v okrese Písek. V letech 1850–1963 k obci patřily Hostín a Záluží.

## Pamětihodnosti
- Severovýchodně od Březí u silnice do Předbořic stojí na okraji lesa zvaného Kuchtův nebo podle jiného zdroje Touškův [9] boží muka, která byla postavená na památku vojenské šarvátky z období třicetileté války. Podle pověsti je dal postavit švédský hejtman na paměť svého vítězství a dal do nich zazdít chléb namočený v krvi českých lidí. Podle jiné pověsti je zde zazděná mušketa jednoho ze zabitých žoldnéřů.[10]Zděná boží muka byla postavena v druhé polovině 18. století.[9]
- Výklenková kaple zakončená zvoničkou ve vesnici je zasvěcená Panně Marii a je datována rokem 1887.[11]
- Ptáčkův kříž se nachází přímo ve vesnici je součástí terasu.[12]
- Rybníčkův kříž se nachází také ve vsi u čp. 8 u komunikace do Kovářova.[13]
- Kahounův kříž se nachází u komunikace do vesnice. Kříž je kamenný a v ohrádce. Byl postavený roku 1920 jako projev díků za šťastný návrat z fronty.[14]
- Ptáčkův kříž z čp. 1 se nachází u komunikace z vesnice do |Předbořic.[15]
- Smetanův kříž se nachází na okraji vesnice, na pastvině pod dubem. V současné době je z něj pouhé torzo. První, kamenný kříž stával na křižovatce cest Kovářov, Předbořice, Březí, ale když byly zrušeny a rozorány cesty, tak byl kříž byl poničený. Později byl na jeho místě postavený železný kříž. Ale ani ten se nedochoval. Místo okolo sloužilo jako pastvina a tak je z něj pouhý podstavec.[16]
- Kocábův kříž nedaleko od Smetanova kříže v lese u vesnice. Je také poničený, zřejmě po úderu blesku. [17]
- Svatý obrázek se nachází v Tatouškově lese u božích muk. Zde byl zraněný roku 1800 po pádu stromu místní občan Tatoušek. Na obrázku je vyobrazení Madony s dítětem.[18]
- Venkovské usedlosti čp. 7 a čp. 1 jsou vedené v Seznamu kulturních památek v okrese Písek.

## Galerie

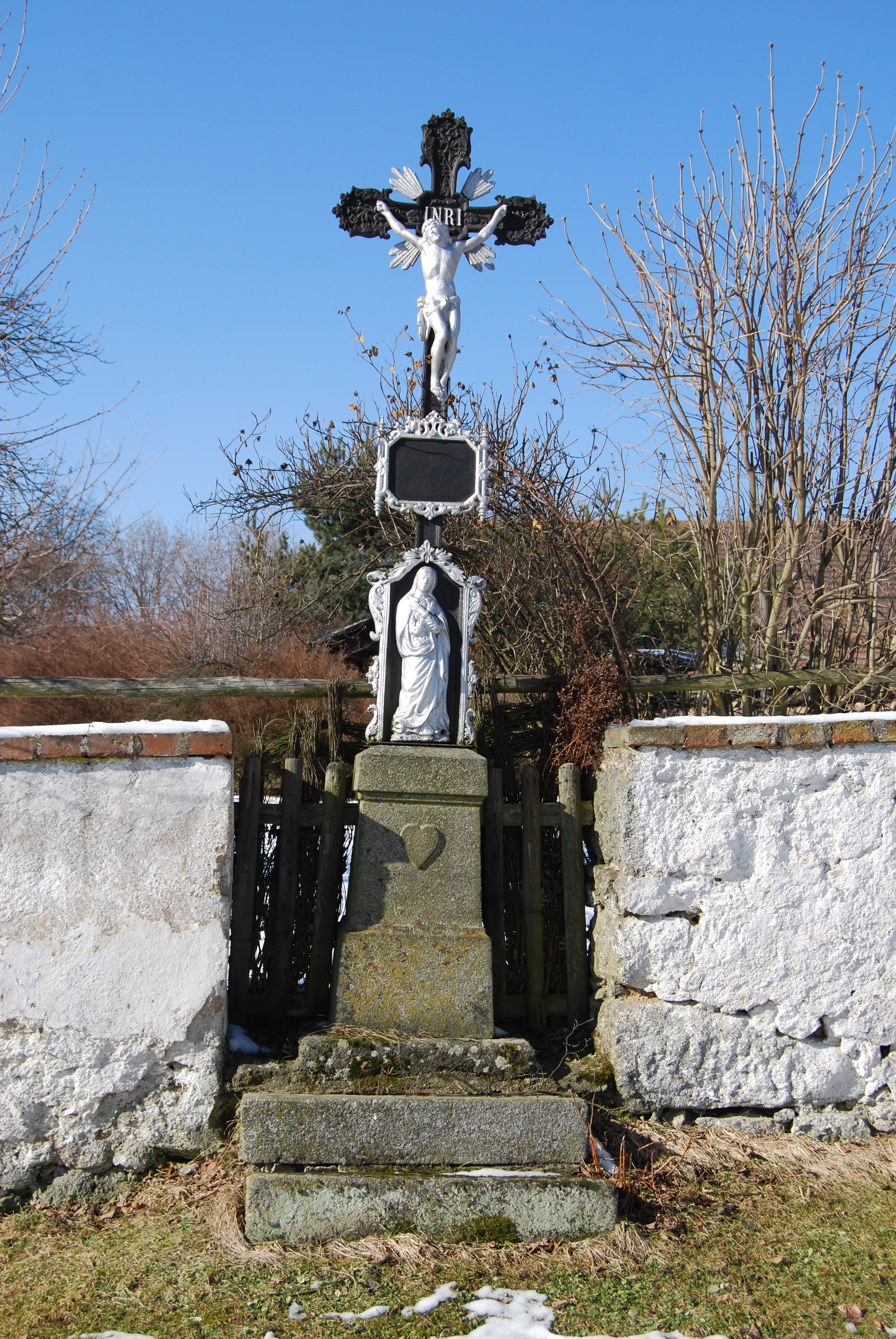
Ptáčkův kříž v terase
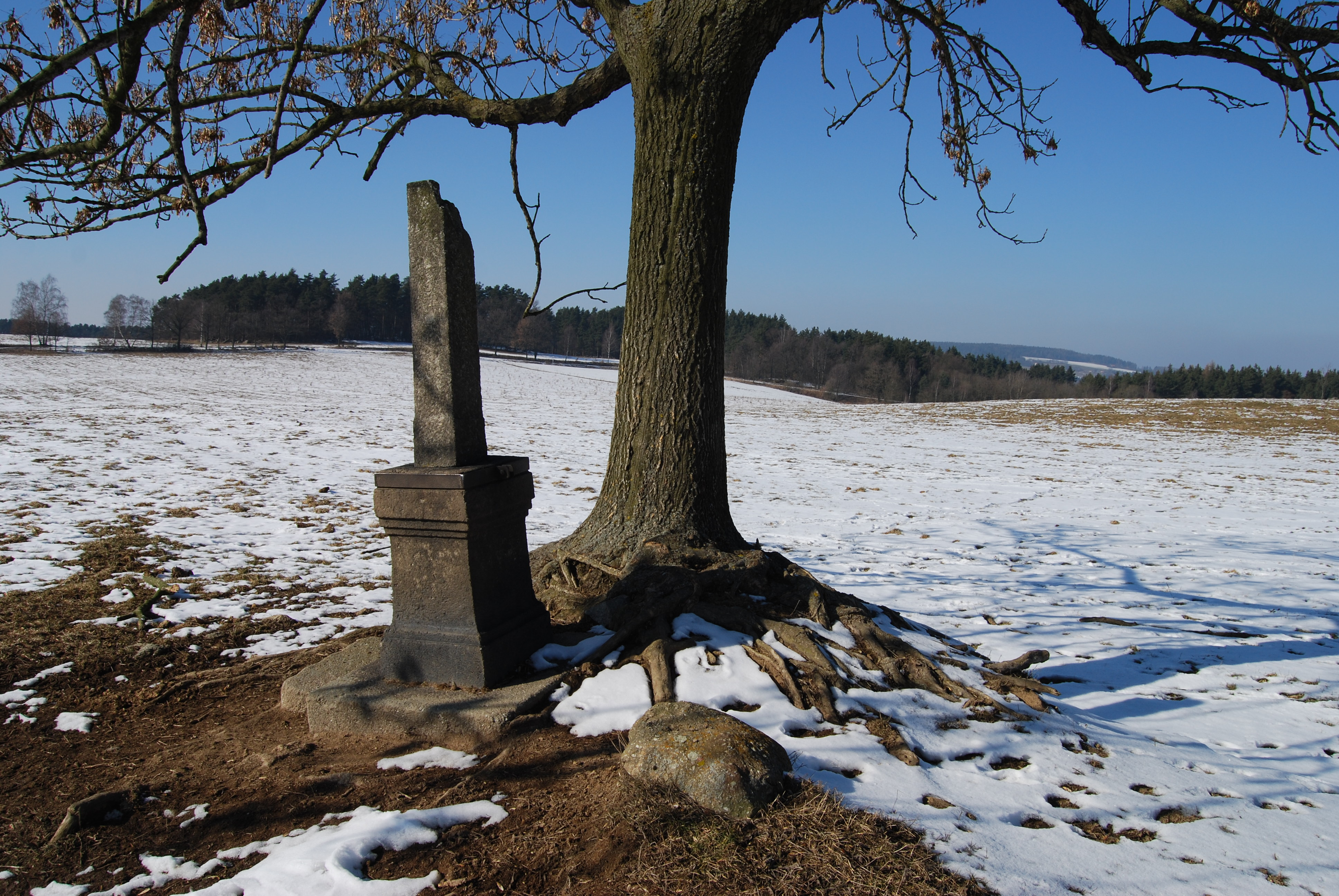
Torzo Smetanova kříže
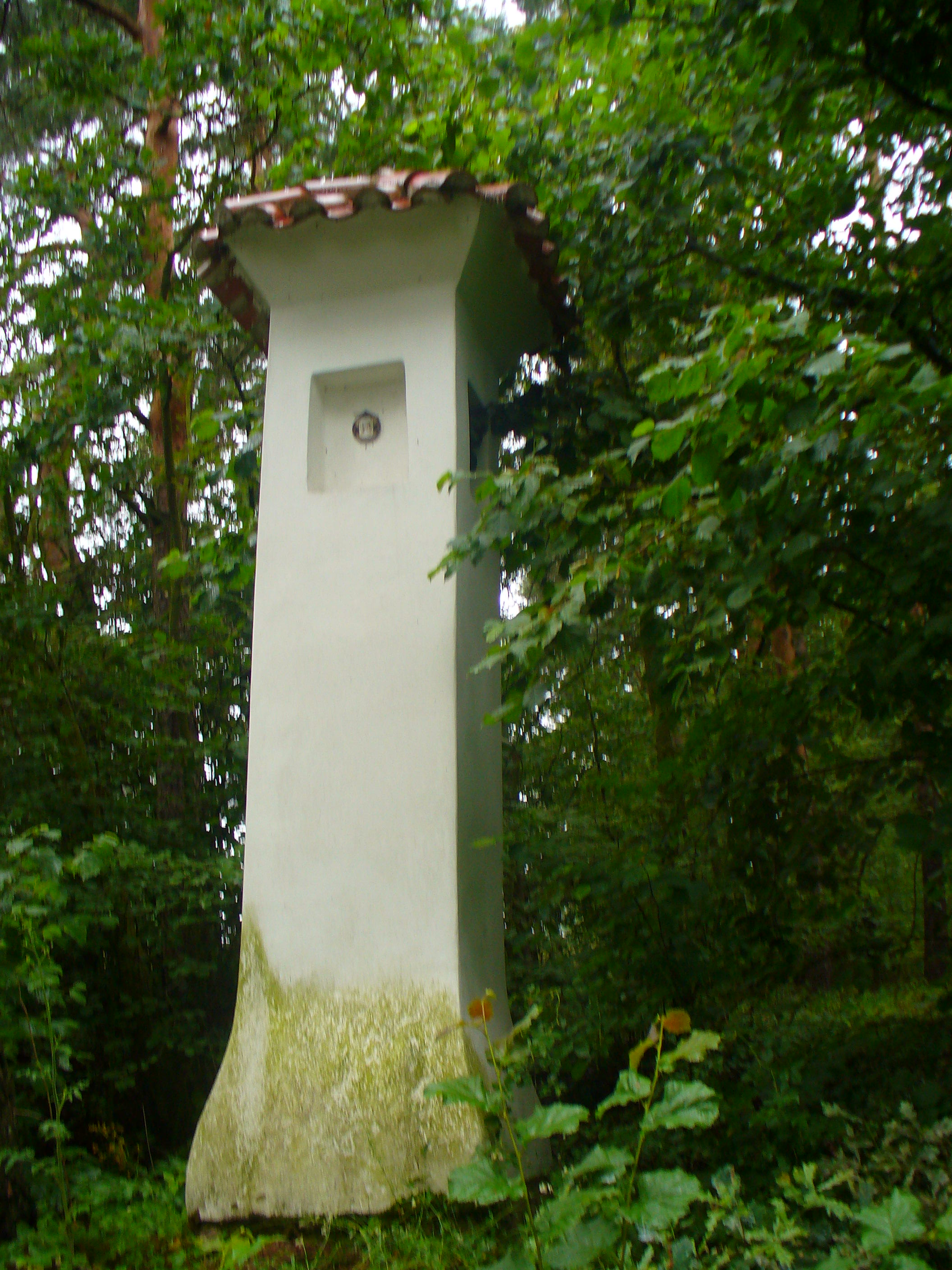
Boží muka mezi Březím a Předbořicemi
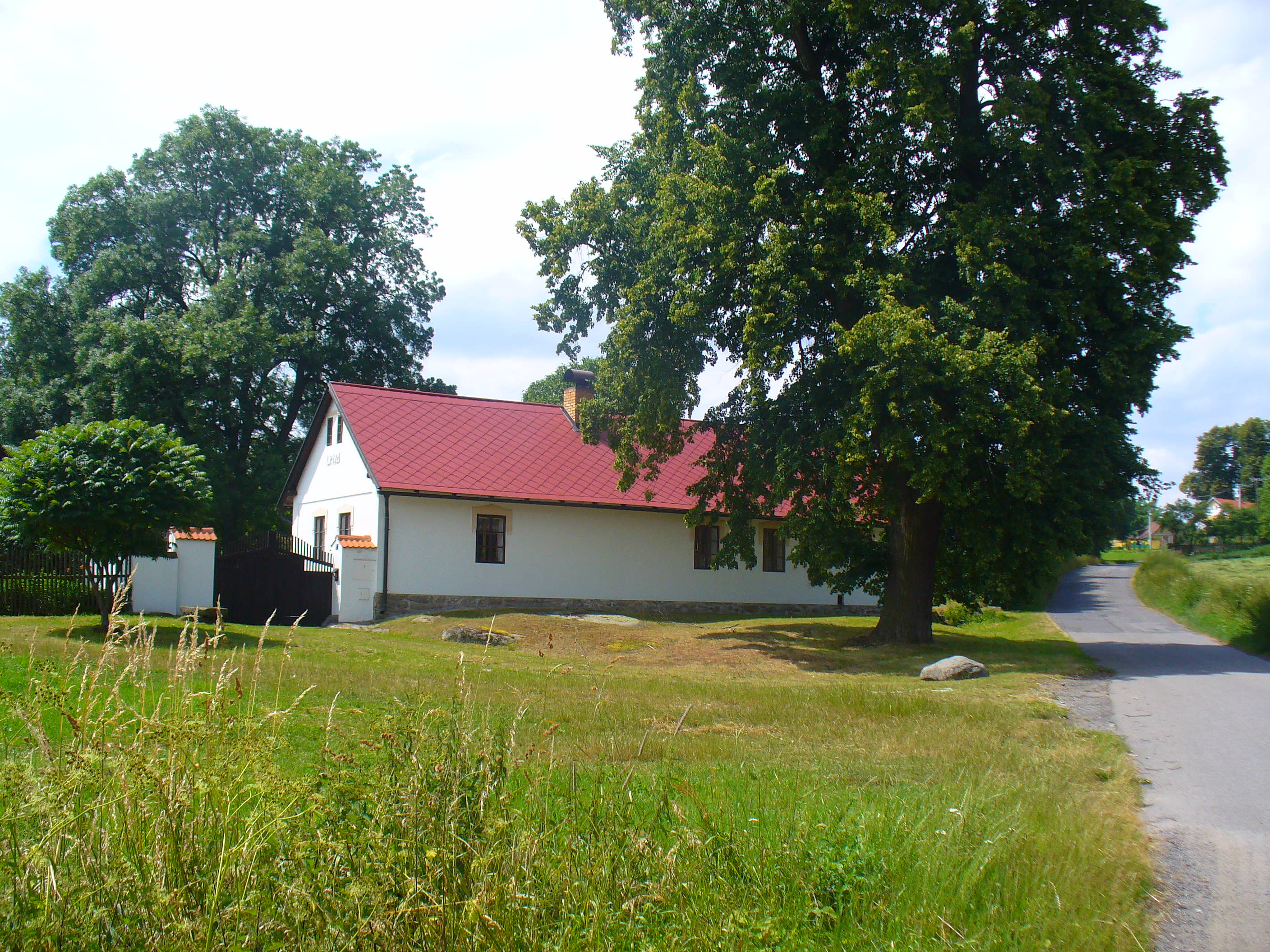
Pohled na část vesnice